# Вольштынский повет
Вольштынский повет (пол. Powiat wolsztyński) — повет (район) в Польше, входит как административная единица в Великопольское воеводство. Центр повета — город Вольштын. Занимает площадь 680,03 км². Население — 57 012 человек (на 31 декабря 2015 года).

## Административное деление
- города: Вольштын
- городско-сельские гмины: Гмина Вольштын
- сельские гмины: Гмина Пшемент, Гмина Седлец

## Демография
Население повета дано на 31 декабря 2015 года.
| Перепись            | Всего | Мужчины | Женщины |
| ------------------- | ----- | ------- | ------- |
| Всего               | 57012 | 28181   | 28831   |
| Городское население | 13359 | 6298    | 7061    |
| Сельское население  | 43653 | 21883   | 21770   |